# Мосін Нестер Григорович
Нестер Григорович Мосін (нар. 5 травня 1911 — 15 червня 1911) — учасник німецько-радянської війни, повний кавалер ордена Слави.

## Життєпис
Народився 5 травня 1911 року в селі Шевченко (нині одне з сіл у межах Донецької області України) в сім'ї робітника. Українець. Закінчив 7 класів, а в 1939 році курси підвищення кваліфікації інженерно-технічних працівників при гірничому інституті в місті Дніпропетровськ. Працював вибійником, а потім начальником рудника. До війни був нагороджений медаллю «За трудову доблесть»
У Червоній Армії в 1933—1936 роках і з 1941 року. Учасник німецько-радянської війни з 1941 року. Командир гарматної обслуги 128-го гвардійського артилерійського полку (57-а гвардійська стрілецька дивізія, 8-а гвардійська армія, 3-й Український фронт) гвардії єфрейтор Нестер Мосін, командуючи бійцями, на північ від міста Нікополь 2 лютого 1944 при відбитті контратаки противника знищив з гармати понад відділення ворожої піхоти.
За мужність і відвагу, проявлені в боях, гвардії єфрейтор Мосін Нестор Григорович 25 лютого 1944 року нагороджений орденом Слави 3-го ступеня (№ 44445).
13 березня 1944 року гвардіїсержант Нестер Мосін в бою на північний схід від міста Миколаїв при відбитті атаки піхоти, танків і штурмових гармат противника, б'ючи прямо, прикрив відхід піхоти, винищив понад 20 ворожих солдатів. 17 березня 1944 року біля хутора Мар'ївка Миколаївської області України влучним вогнем розбив три тягачі, сім возів і вразив до двадцяти солдатів противника. За мужність і відвагу, проявлені в боях, гвардії сержант Мосін Нестер Григорович 12 червня 1944 нагороджений орденом Слави 2-го ступеня (№ 2505).
4 серпня 1944 року Нестер Мосін в тому ж бойовому складі (1-й Білоруський фронт) в районі населених пунктів Ходков, Клода (Польща), форсувавши з обслугою річку Вісла, закріпився на лівому березі і вогнем підтримував переправу піхоти. У боях за розширення плацдарму і при відбитті контратак противника разом з бійцями знищив більш як взвод ворожої піхоти. 18 листопада 1944 року за зразкове виконання завдань командування в боях з німецько-фашистськими загарбниками гвардії сержант Мосін Нестер Григорович нагороджений орденом Слави 1-го ступеня (№ 8), ставши повним кавалером ордена Слави.
У роки війни був також нагороджений орденом Червоної Зірки, медалями.
В 1946 році Н. Г. Мосін демобілізований зі Збройних Сил СРСР. Молодший лейтенант запасу. Жив в обласному центрі Донецької області України — місті Донецьк. Працював прохідником на шахті, з 1961 року на пенсії.
У повоєнний час нагороджений орденом Вітчизняної війни 1-го ступеня.
Помер 15 червня 1992 року.